# Regina Peredo
Regina Peredo Gutiérrez (Puebla de Zaragoza, México; 17 de octubre de 1998) es una modelo, empresaria y exreina de belleza mexicana ganadora del 
concurso Reina Hispanoamericana 2019.

## Biografía
Regina Peredo nació el 17 de octubre de 1998 en la Ciudad de México, México. Actualmente es estudiante de Mercadotecnia en la Universidad de las Américas de Puebla

## Concursos de Belleza

### Mexicana Universal Puebla 2018
Regina fue designada para ser la nueva representante de Puebla, el 4 de octubre de 2018 mediante una gala privada en el Hotel Cartesiano en donde se llevó a cabo su coronación como la nueva Mexicana Universal Puebla 2018.

### Mexicana Universal 2019
El 23 de junio de 2019 se llevó a cabo la final de Mexicana Universal 2019, en dónde ganó el título de Mexicana Hispanoamericana 2019, teniendo la oportunidad de representar a México en el certamen de Reina Hispanoamericana 2019 . 

### Reina Hispanoamericana 2019
El 8 de febrero de 2020 se realizó la final del certamen Reina Hispanoamericana 2019 en la ciudad de Santa Cruz de la Sierra, Bolivia en dónde 30 candidatas hispanas del mundo compitieron por el título. Al final de la noche fue coronada por Nariman Battikha, Reina Hispanoamericana 2018 de Venezuela, convirtiéndose en la primera mexicana en ganar dicho título.